# Лу Дуншэн
Лу Дуншэн (кит. 卢冬生; 16 апреля 1908 ― 16 ноября 1945) ― китайский военный деятель.

## Биография

### Ранняя жизнь и Первая гражданская война в Китае
Лу Дуншэн родился в семье издольщика в уезде Сянтань, провинция Хунань. В юном возрасте работал пастухом. В 1925 году вступил в 41-ю дивизию армии Сян и в 1926 году принял участие в Северном походе и прибыл в Ухань. В 1927 году покинул Ухань и отправился в Наньчан. В конце июля стал бойцом 20-й армии Национально-революционная армии под командованием Хэ Луна. В августе 1927 года Лю принял участие в Наньчанском восстании, а его непосредственным командиром был Чэнь Гэн. Лу был назначен заместителем командира 1-го батальона 6-й роты 20-й армии, принявшей участие в восстании. После падения Чаошаня, Лу отправился в Шанхай через Гонконг вместе с Чэнь Гэном, где наладил связь с ЦК КПК. В декабре 1927 года по представлению Чэнь Гэна Лу Дуншэн присоединился к Коммунистической партии Китая.
В начале 1928 года ЦК КПК направила Лу сопровождать Чжоу Юкуна, Хэ Луна и других высокопоставленных деятелей партии в северо-западную часть провинции Хунань. В марте того же года, Лу принял участие в Саньжийском восстании[неизвестный термин], после которого он вскоре был назначен офицером дорожной полиции[неизвестный термин] и начал курировать связь с ЦК КПК. В 1929 году Лу был назначен командиром пистолетной роты и служил при штаб 4-й Красной армии. В июле 1930 года, 6-я Красная армия соединилась с частями 4-й Красной армии в Гунъане, провинция Хубэй. В то же время две армии были атакованы войсками Национально-революционной армии, а штаб 4-й армии попал в окружение. Лу со своей ротой продолжил сражаться и отразить атаку вражеских войск. В марте следующего года он был назначен командиром батальона охраны 2-й Красной армии, а затем ― командиром 27-го полка 7-й дивизии 3-й Красной армии.

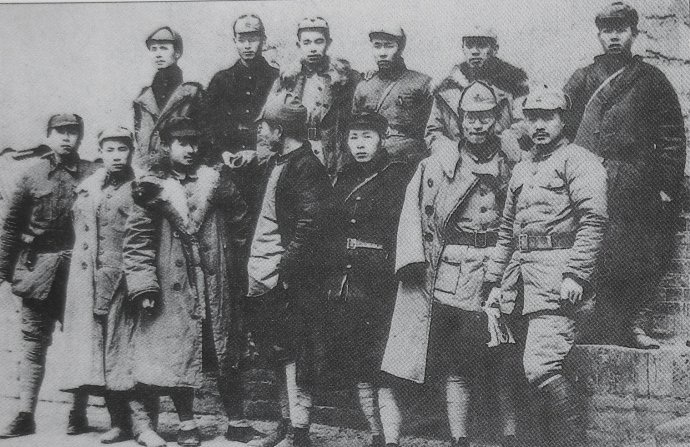
Командиры 2-й Красной армии. Первый ряд, слева направо: Хэ Лун, Чжу Жуй, Ли Цзинцюань, Ван Чжэнь Гуань Сянъинь, Хэ Бинъянь, Гань Сыци; задний ряд, слева направо: Чжан Цзыи, Лю Яцю, Ляо Ханьшэн, Чжу Мин, Чэнь Боцзюнь, Лу Дуншэн

В сентябре 1932 года Лу был назначен политическим комиссаром в Хубэе[неизвестный термин] и был направлен руководством партии участвовать в очередной операции по прорыву окружения в западном Хубэе. Лу командовал двумя батальонами и прикрывал тылы наступающих войск, но вскоре потерял связь с основными силами. Лу перешёл к партизанской тактике и действовал в таких областях, как Цзинмэнь и Юаньань в провинции Хубэй. В начале 1933 года Лу вывел своих людей к основным силам Красной Армии, после чего был назначен командиром учебного полка третьей Красной Армии, а затем ― командиром 7-го полка. В октябре 1934 был назначен командир 4-го полка, во главе которого сражался в области на востоке Гуйчжоу и в области вокруг провинций[неизвестный термин] Хунань и Хубэй. В ноябре 1935 года Лу вёл свой полк во время Великого похода китайских коммунистов. В апреле 1936 года форсировал реку Цзиньша в уезде Юйлун, провинции Юньнань, тем самым обеспечив успех при форсировании реки силами 2-й и 6-й армий. В сентябре, после пересечения реки Вэй силами 2-1 армии, Лу вёл в бой четыре дивизии, которые сражались два дня и обеспечивали прикрытие основных сил, которые проходили через горы Люпань. 22 сентября, прибыв в провинцию Ганьсу, успешно соединился с частями 1-й и 4-й Красной армии.

### Учёба в СССР
В начале Второй китайско-японской войны Лу был направлен на учёбу в Военно-политический университет сопротивления Японии в город Яньань. Зимой того же года Лу был отправлен на отдых в СССР и-за его пошатнувшегося здоровья. В марте 1939 года был направлен на учёбу в Военную академию имени Фрунзе. В сентябре 1941 года, когда силы нацистской Германии вплотную подошли к Москве, Линь Бяо приказал всем, кто учился в Москве, в том числе и Лу, вернуться в Китай через Монголию на поезде. В октябре они приехали в Улан-Бутор и застряли там на месяц из-за того, что железные дороги между Монголией и Китаем были уничтожены. Лю Ялоу и Лу хорошо говорили по-русски и были назначены советниками Советской Армии в Монголии. В 1943 году, Лю Ялоу, Ян Чжичэн и Лу отправились в Хабаровск.

### Возвращение в Китай и смерть
16 ноября Чэнь Юнь, секретарь отделения ЦК КПК в Северной Маньчжурии, приехали в Харбин и провёл совещание в ту же ночь. На совещании Лу был назначен командующим военного округа Сунцзян. Встреча закончилась в 11 вечера, после чего Лу помог Чэнь Юню забрать багаж. На обратном пути, Лу был застрелен двумя советскими солдатами, которые нарушали воинскую дисциплину и разбойничали на дорогах.